# Desmeocraera intricata
Desmeocraera intricata är en fjärilsart som beskrevs av Sergius G. Kiriakoff 1964. Desmeocraera intricata ingår i släktet Desmeocraera och familjen tandspinnare. Inga underarter finns listade i Catalogue of Life.